# Sophronica sansibarica
Sophronica sansibarica là một loài bọ cánh cứng trong họ Cerambycidae.